# Mahmoud Al-Taryreh
Mahmoud Al-Taryreh är en jordansk taekwondoutövare.

## Karriär
I maj 2023 tog Al-Taryreh brons i 58 kg-klassen vid VM i Baku.